# Плавание на летних Олимпийских играх 1908 — 400 метров вольным стилем
Соревнования по плаванию на 400 метров вольным стилем среди мужчин на летних Олимпийских играх 1908 прошли с 13 по 16 июля. Приняли участие 25 спортсменов из 10 стран.

## Призёры
| Золото                      | Серебро                    | Бронза            |
| Генри Тейлор Великобритания | Фрэнк Борепейр Австралазия | Отто Шефф Австрия |

## Соревнование

### Первый раунд
| Место | Спортсмен                 | Результат  |
| ----- | ------------------------- | ---------- |
| 1     | Томас Баттерсби (GBR)     | 5:48,8 OR  |
| 2     | Бела Лаш-Торреш (HUN)     | 5:52,2     |
| 3     | Лео Гудвин (USA)          | Неизвестен |
| 4     | Вильхельм Андерссон (SWE) | Неизвестен |
| —     | Анри Декуан (FRA)         | DNF        |

| Место | Спортсмен              | Результат |
| ----- | ---------------------- | --------- |
| 1     | Уильям Фостер (GBR)    | 5:54,8    |
| 2     | Роберт Андерссон (SWE) | 6:28,0    |

| Место | Спортсмен               | Результат |
| ----- | ----------------------- | --------- |
| 1     | Теодор Тэртековер (ANZ) | 6:35,0    |

| Место | Спортсмен              | Результат  |
| ----- | ---------------------- | ---------- |
| 1     | Фрэнк Борепейр (ANZ)   | 5:49,2     |
| 2     | Сэм Блатервик (GBR)    | 6:16,8     |
| 3     | Конрад Трабенбах (USA) | Неизвестен |
| —     | Давиде Баярдо (ITA)    | DNF        |

| Место | Спортсмен            | Результат |
| ----- | -------------------- | --------- |
| 1     | Пол Радмилович (GBR) | 6:10,0    |
| 2     | Оге Хольм (DEN)      | 8:08,8    |

| Место | Спортсмен                 | Результат  |
| ----- | ------------------------- | ---------- |
| 1     | Генри Тейлор (GBR)        | 5:42,2 OR  |
| 2     | Фредерик Спрингфилд (ANZ) | 5:57,4     |
| 3     | Марио Масса (ITA)         | Неизвестен |

| Место | Спортсмен               | Результат  |
| ----- | ----------------------- | ---------- |
| 1     | Отто Шефф (AUT)         | 5:51,0     |
| 2     | Уильям Хэйнс (GBR)      | 6:21,2     |
| 3     | Йожеф Оноди (HUN)       | Неизвестен |
| 4-5   | Фритс Мёринг (NED)      | Неизвестен |
| 4-5   | Хьяльмар Саксторф (DEN) | Неизвестен |

| Место | Спортсмен        | Результат |
| ----- | ---------------- | --------- |
| 1     | Имре Захар (HUN) | 6:09,8    |

| Место | Спортсмен          | Результат |
| ----- | ------------------ | --------- |
| 1     | Хенрик Хайош (HUN) | 6:19,8    |
| 2     | Артур Шарп (GBR)   | 7:00,4    |

### Полуфинал
| Место | Спортсмен             | Результат  |
| ----- | --------------------- | ---------- |
| 1     | Отто Шефф (AUT)       | 5:40,6 OR  |
| 2     | Генри Тейлор (GBR)    | 5:41,0     |
| 3     | Томас Баттерсби (GBR) | Неизвестен |
| 4     | Бела Лаш-Торреш (HUN) | Неизвестен |
| 5     | Хенрик Хайош (HUN)    | Неизвестен |

| Место | Спортсмен               | Результат  |
| ----- | ----------------------- | ---------- |
| 1     | Фрэнк Борепейр (ANZ)    | 5:44,0     |
| 2     | Уильям Фостер (GBR)     | 5:52,2     |
| 3     | Пол Радмилович (GBR)    | Неизвестен |
| —     | Имре Захар (HUN)        | DNF        |
| —     | Теодор Тэртековер (ANZ) | DNS        |

### Финал
| Место | Спортсмен            | Результат  |
| ----- | -------------------- | ---------- |
| 1     | Генри Тейлор (GBR)   | 5:36,8 WR  |
| 2     | Фрэнк Борепейр (ANZ) | 5:44,2     |
| 3     | Отто Шефф (AUT)      | 5:46,0     |
| 4     | Уильям Фостер (GBR)  | Неизвестен |